# Monika Czaplicka
Monika Czaplicka (ur. 3 października 1987 w Katowicach) – polska socjolożka, zajmująca się marketingiem w mediach społecznościowych. Jest autorką książek: Uwiedź klienta. Marketing w social mediach, Zarządzanie kryzysem w social media oraz jedną ze współautorek II i III tomu Biblii e-biznesu. Czaplicka jest szefową agencji social media Wobuzz oraz mózgiem agencji marketingu inkluzywnego Priders. Od niedawna ma nową spółkę zajmującą się reputacją w sieci.
Uczestniczka wielu konferencji o marketingu w sieci w Polsce i za granicą. Była wykładowczynią studiów podyplomowych na Politechnice Białostockiej, AGH w Krakowie oraz na kilku kierunkach na WSB. Obecnie wykłada na kierunku Strategiczny Personal Branding na Uniwersytecie Ekonomicznym we Wrocławiu oraz na Social Media i Influencer Marketing na Uniwersytecie WSB Merito Poznań.
Jest autorką raportów socjologicznych, m.in. o hejcie w sieci, Employer Brandingu i obsłudze klienta. Stworzyła raport: Ile jest warta tęczowa złotówka?. Jej specjalnością są kryzysy (prowadzi fanpage oraz grupę Kryzysy w social media wybuchają w weekendy), hejt oraz inne negatywne zjawiska dotykające marek w social mediach. Mentorka i jurorka startupów. Tworzy kursy o reklamach na Facebooku. Występowała na scenie bardzo wielu (ponad 600) konferencji i szkoleń z branży marketingu i nie tylko. Tworzy newsletter o inkluzywności. Zapraszana jako jury różnych konkursów tematycznych: reklamowych, agencyjnych, HR, employer branding.
Influencerka, głównie B2B, promująca od lat różne marki.

## Życiorys
Absolwentka III LO im. Adama Mickiewicza w Katowicach oraz Instytutu Socjologii UW. Swoją pracę magisterską, pod okiem prof. Ireneusza Krzemińskiego, napisała na temat wpływu Facebooka na możliwość prawnego usankcjonowania związków partnerskich w Polsce. Wielokrotna jurorka w konkursie Case Study Festival na Social Media Convent, jurorka konkursów startupowych (blockchain NeXt) czy employer brandingowych (Employer Branding Star). W 2015 roku stało się o niej głośno za sprawą nietypowej rekrutacji, którą przeprowadziła w mediach społecznościowych.
Przez wiele lat związana z organizacjami LGBTQ, m.in. Kampanią Przeciw Homofobii czy Fundacją Równości. W 2010 roku jedna z organizatorek EuroPride w Warszawie. Znana aktywistka dla społeczności międzynarodowej. W 2023 roku współtwórczyni badania tęczowej złotówki, o sile nabywczej osób LGBTQ+ w Polsce.
Jedna z twórczyń kampanii „Nie czytasz? Nie idę z Tobą do łóżka!”. Akcja otrzymała wiele nagród, m.in.: Impactora 2011, nominację do Protonów, nagrodę portalu kampaniespoleczne.pl oraz nagrodę Złoty Spinacz 2012.
W branży marketingu interaktywnego od 2006 roku, zaczynała pracę w kilku agencjach w Warszawie, by w 2014 roku założyć swoją firmę Wobuzz. Ma na koncie różne zawodowe błędy, które pomogły jej trafić na właściwą ścieżkę. Oprócz licznych wystąpień i szkoleń i codziennej pracy z klientami, Czaplicka często występuje w roli eksperki, komentując raporty (np. Social Media Trend Book, czy TrendBook WirtualnychMediów), wypowiadając się w mediach czy w telewizji.
Od 2023 roku współszefuje agencji Priders, która jest jedyną w Polsce agencją zajmującą się marketingiem inkluzywnym. Oprócz badania o tęczowej złotówce, agencja organizuje Forum Inkluzywności, wspiera NGO w pozyskiwaniu 1,5% oraz firmy w działaniach na rzecz DEI. Regularnie komentuje sytuację osób LGBTQ+ w Polsce w mediach. Co roku wydają też raport Pride Month o działaniach firm w Polsce w czasie czerwca.

## Nagrody i wyróżnienia
- Protony 2012 w kategorii Osoba/zespół ds. komunikacji w instytucji lub organizacji pozarządowej[43]
- Bestsellery Ebookpoint.pl za maj 2014 dla książki Zarządzanie kryzysem w social media[44]
- Nagrody w konkursie na konferencji I love marketing[45]:
  - 1. miejsce podczas pierwszej edycji w marcu 2016
  - 5. miejsce podczas drugiej edycji w październiku 2016
- 2. miejsce na liście TOP 15 kobiet branży interaktywnej[46]
- Jedna ze 100 najbardziej inspirujących osób polskiej branży interaktywnej[47]
- Nominacja w 10. Edycji 50 NAJBARDZIEJ KREATYWNYCH W BIZNESIE magazynu Brief
- Nominacja w XII edycji konkursu Sukces Pisany Szminką Bizneswoman Roku w kategorii Liderka w Nowych Technologiach
- Nominacja w Plebiscycie Kobiety Sukcesu 2022[48]
- Jedna ze 100 Polskich Osobowości Marketingu 2023 oraz 2024[49]
- Nominowana do tytułu Influencerki roku w IX edycji konkursu Bizneswoman roku[50] obok m.in. Anny Lewandowskiej, Kasi Tusk, Maffashion czy Red Lipstick Monster
- TOP 25 Kobiet Marketingu i Biznesu na Linkedin 2024[51]
- Nominowana w kategorii Kursor Dobra w Kursory 2024[52]
- Top 3 osób tworzących na temat social mediów na Linkedin wg Favicon
- 109 Polskich Osobowości Marketingu 2025[53]

## Książki i ebooki
- Uwiedź klienta – marketing w social mediach[54]
- Zarządzanie kryzysem w social media[2]
- współautorka II tomu Biblii e-biznesu[3]
- współautorka III tomu Biblii e-biznesu[4]
- współautorka HR bez tabu. Żeby HR zrozumiał biznes, a biznes zrozumiał HR[55]
- e-book Obsługa klienta w social media[56]
- ebook Online Reputation Management[57]
- ebook Kompendium Facebook Live[58]
- ebook Obsługa klientów w social media[59]
- ebook 25 błędów na fanpage – praktyczny przewodnik dla administratorów na Facebooku[60]
- ebook Obsługa klientów w social media dla hoteli
- ebook 215 pomysłów na posty w social media
- ebook A-B-C reklam na Facebooku i Instagramie